# Claude Carra de Saint-Cyr
Claude Carra de Saint-Cyr, (Lyon, 28 de julho de 1760 - Vailly-sur-Aisne, 5 de janeiro de 1834) foi um general francês da Revolução Francesa e do Primeiro Império.

## Vida
Ingressou jovem no regimento de infantaria de Bourbonnais, onde participou da guerra de Independência dos Estados Unidos. Voltou à França em 1784, onde com o apoio do general Aubert du Bayet foi promovido rapidamente.
Nomeado general de brigada no ano II da Revolução, ajuda na pacificação de Vendeia. Chamado a Paris, é empregado no Ministério da guerra. Em 1796, acompanha seu protetor à embaixada de Constantinopla, sendo encarregado, depois de seis meses, dos negócios da República perante a Sublime Porta.
Em 1798, casa com a viúva de du Bayet, retorna a carreira de armas, cerca a cidade de Zweibrücken, ataca a Friburgo, conquistando-a, participou depois da Marengo e da de Hohenlinden.
General de divisão desde a ruptura do tratado de Amiens, comanda, em 1805, o exército de ocupação do reino de Nápoles, fazendo 6 000 prisioneiros austríacos antes da retirada do arquiduque Carlos.
Na Batalha de Eylau se distingue, obtendo o título de Grande oficial da Légion d'honneur (11 de julho de 1807). Foi nomeado barão en 1808, e governador de Dresden. Estava nas províncias ilirianas em 1812, quando é chamado por Napoleão para ser nomeado comandante da 32a divisão (Hamburgo), que abandona no ano seguinte. Em 1814 é encarregado pelo imperador da defesa de Valenciennes e Condé.
Luís XVIII o nomeia conde e cavaleiro de Saint-Louis e governador da Guiana Francesa. Aposentado em 1824, falece em Vailly-sur-Aisne.